# Чаруэлл
Ча́руэлл (также Че́руэлл, англ. Cherwell) — река в Англии, левый приток Темзы.
Протекает по территории графств Нортгемптоншир (административный район Давентри) и Оксфордшир (районы Чаруэлл и Сити-оф-Оксфорд). В верхнем течении расположен город Банбери, в устье — Оксфорд. Между этими городами по долине реки проходит (и частично использует её русло) Оксфордский канал, соединяющий, через Юнион-канал, Темзу с рекой Эйвон и с городами Ковентри и Бирмингем. Крупнейший приток — река Рей, впадающая слева у Айслипа.